# Bafaw-Balong jezik
Bafaw-Balong jezik (ngoe; ISO 639-3: bwt), bantu jezik iz Kameruna kojim govori 8 400 ljudi (1982 SIL) u regijama Southwest i Littoral. Jedan je od pet jezika podskupine ngoe.
Neki jezikoslovci njegova dva dijalekta bafaw (bafo, bafowu, afo, nho, lefo’) i balong (balon, balung, nlong, valongi, bayi, bai) smatraju za dva posebna jezika. U upotrebi je i duala [dua]

## Vanjske poveznice
- Ethnologue (14th)
- Ethnologue (15th)